# Пайпстон (город, Миннесота)
Пайпстон (англ. Pipestone) — город в округе Пайпстон, штат Миннесота, США. На площади 10,2 км² (10,2 км² — суша, водоёмов нет), согласно переписи 2002 года, проживают 4280 человек. Плотность населения составляет 421,2 чел./км².
- Телефонный код города — 507
- Почтовый индекс — 56164
- FIPS-код города — 27-51388[1]
- GNIS-идентификатор — 0649527[2]